# Congo (chimpancé)

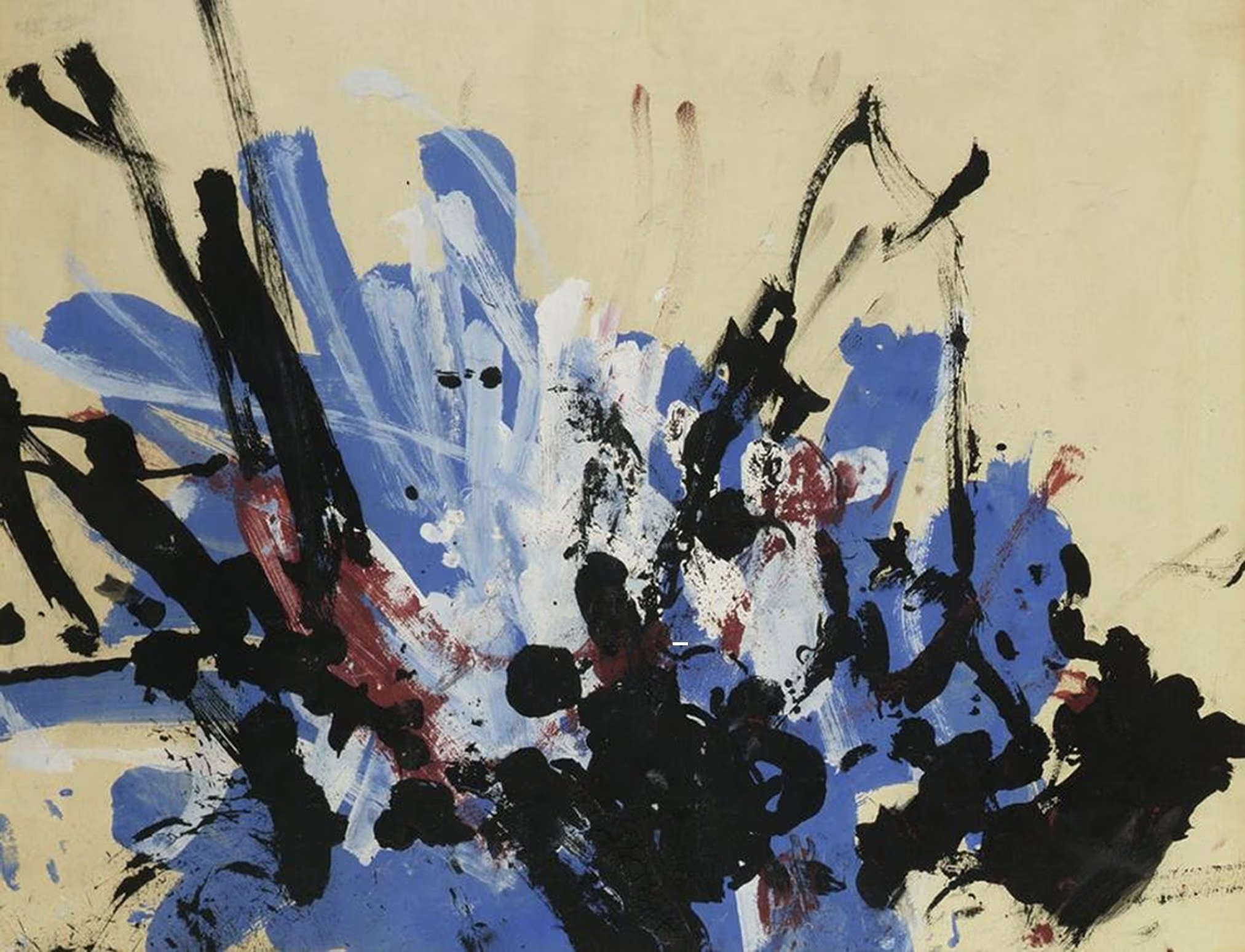
Una pintura realizada por Congo.

Congo (1954-1964) fue un chimpancé que aprendió a pintar con Desmond Morris, etólogo, etnólogo y pintor surrealista.
Los críticos calificaron su estilo de lírico abstracto impresionista.
En junio de 2005, tres pinturas de Congo se vendieron en una subasta en Bonhams por cerca de 22000 dólares estadounidenses.
Pablo Picasso y Joan Miró tenían obras de Congo.